# Fatso
Fatso är en norsk film från 2008 regisserad av Arild Fröhlich, baserad på romanen Fatso av Lars Ramslie. 

## Om filmen
Filmen är inspelad i Grünerløkka i Oslo och hade premiär den 24 oktober 2008.

## Rollista
- Nils Jørgen Kaalstad – Rino
- Josefin Ljungman – Malin
- Kyrre Hellum – Fillip
- Jenny Skavlan – Synnøve
- Arnt Egil Andreassen – snobb 1
- Rudi Simmons – snobb 2
- Jon Anders Løvøen – snobb 3
- Maren Bervell – kvinna i Kiwibutiken
- Mats Eldøen – anställd i Kiwibutiken
- Anders Baasmo Christiansen – anställd på G-Sport
- Cecilie Enersen – Fleshlighten
- Marie Gisselbæk – Nina
- Charlotte Grundt – Magnus ex
- Ann Eleonora Jørgensen – prostituerad dansk
- Petter Kaalstad – Torleif, Rinos far
- Per Kjerstad – Magnus
- Lisa Loven – Martine
- Julia Markiewicz – Nikita
- Fransisca Hidle – väninna (ej krediterad)

## Utmärkelser
- 2009 – Amandaprisen– Årets regi, Arild Fröhlich

### Webbkällor
- Fatso på Internet Movie Database (engelska)